# Kulanbeståndet
Kulanbeståndet är ett naturreservat i Örebro kommun i Örebro län.
Området är naturskyddat sedan 1967 och är 2 hektar stort. Reservatet består av stora och gamla granar och tallar. Det finns även gott om döda stående och liggande tallar.